# 鸣沙山 (敦煌)

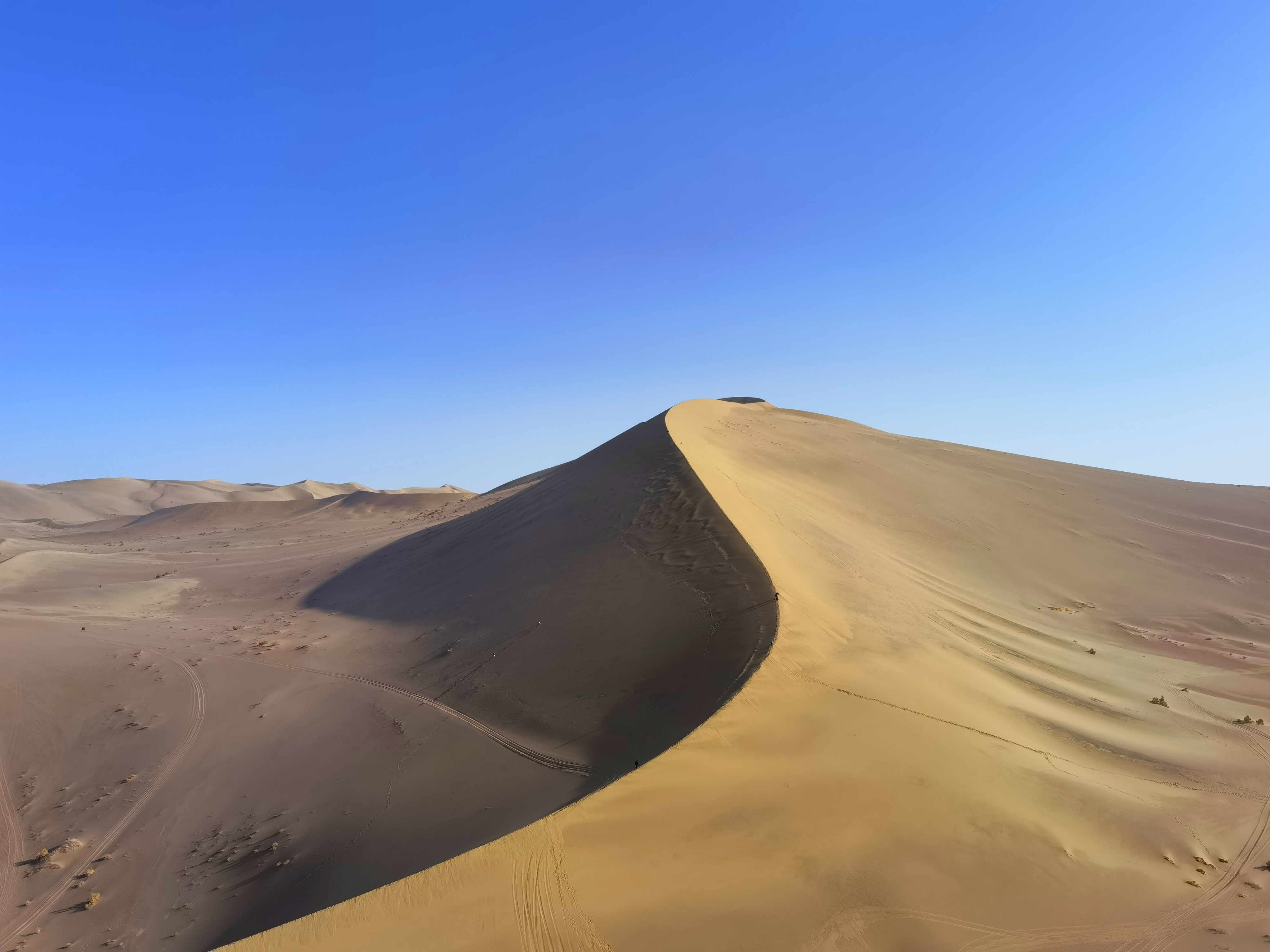
鸣沙山

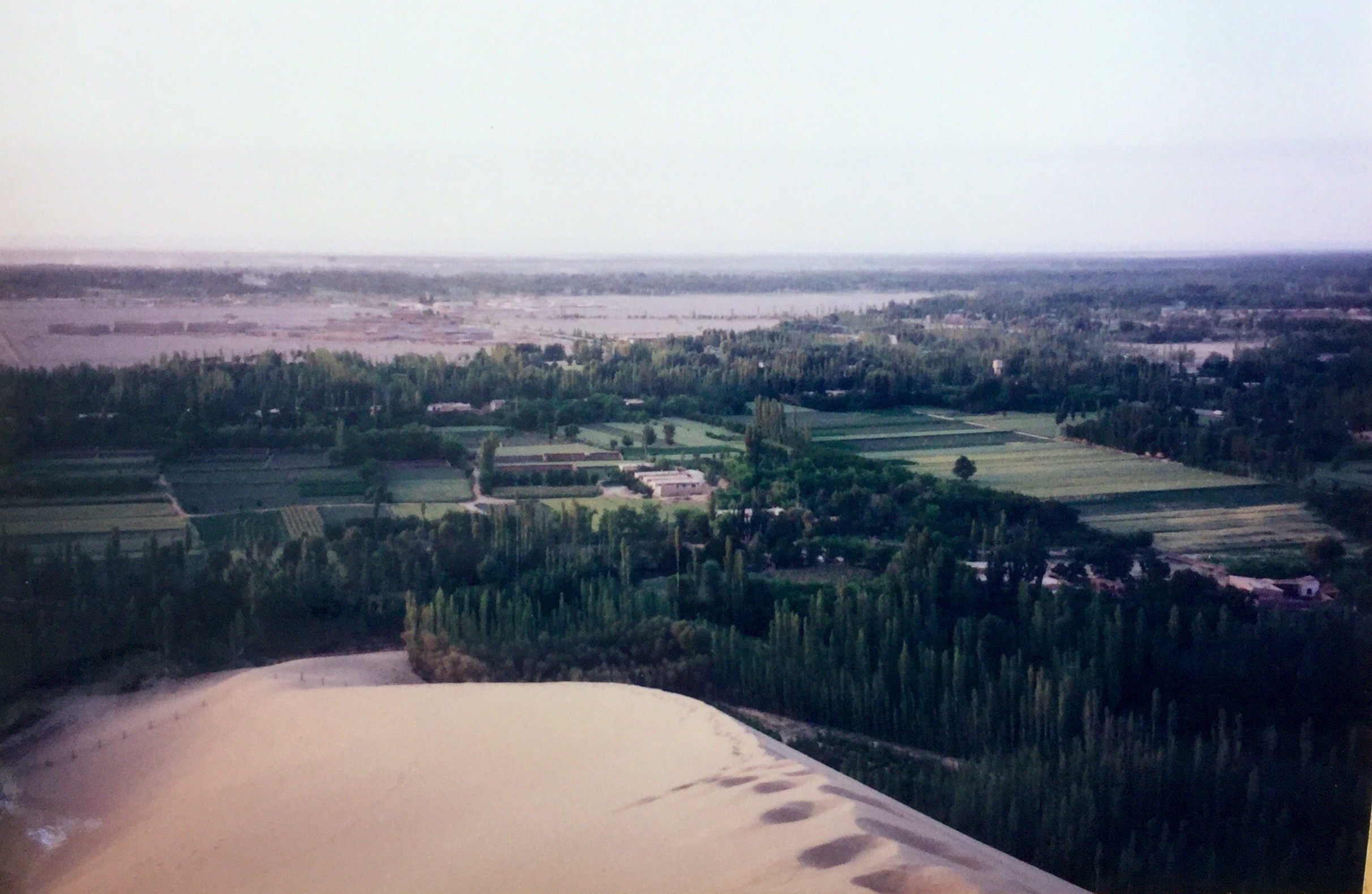
1995年

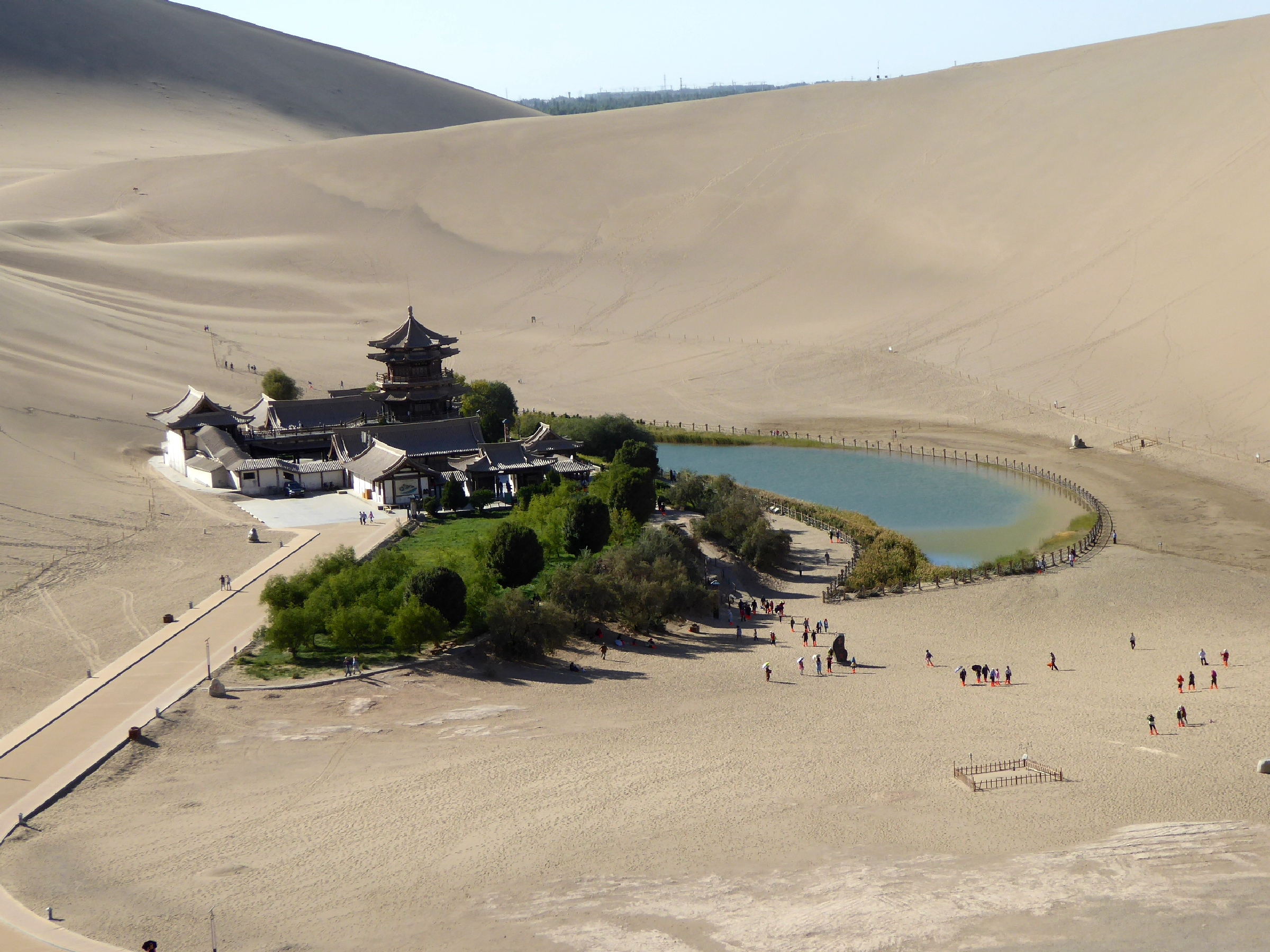
月牙泉

鸣沙山，东汉称沙角山，俗名神沙山，晋代始称鸣沙山。位于甘肃省酒泉市敦煌市西南莫高镇的沙漠，东西长40公里，南北宽20公里，主峰海拔1715米，以沙动成响而出名，是一座固定沙丘。
鸣沙山在天气晴朗时能发出像“丝竹管弦”的声音，属于敦煌八景之一的“沙岭晴鸣”。
月牙泉位于鸣沙山环抱之中，以形状酷似一弯新月而得名。在游客登山后，因踩踏下移的流沙在风吹过后会恢复自然状态，尽管鸣沙山常年烈风劲吹、沙尘飞扬，但鸣沙山千古年来始终能与月牙泉共存，此景属于敦煌八景之一的“月泉晓澈”。
1994年，鸣沙山月牙泉风景名胜区被列为国家级风景名胜区。2015年7月13日，鸣沙山月牙泉风景名胜区被国家旅游局批准成为国家5A级旅游景区。